# Kémes ügyek
A Kémes ügyek – Avagy akcióban a magyar titkosszolgálatok egy elsősorban a magyar titkosszolgálatokat bemutató interjúkönyv, amelyet Novák András televíziós újságíró írt. Novák a 2000-es évek elejétől az MTV munkatársaként főleg haditudósítóként dolgozott többek között Irakban, Bosznia-Hercegovinában és Koszovóban, ahol magyar békefenntartók állomásoztak, de más háborús helyszíneken is. Tudósítói munkája során szoros kapcsolatokat épített ki magyar titkosszolgálatok munkatársaival, vezetőivel is, és a sokéves együttműködés nyomán sikerült rávennie közülük tizenegy, többnyire visszavonult korábbi vezetőt, hogy (hivatalos engedély birtokában) beszéljen korábbi munkájáról. A Katonai Felderítő Hivatal, a Terrorelhárítási Központ, a Katonai Biztonsági Hivatal és a Nemzetbiztonsági Szakszolgálat, illetve elődszervezeteik tizenegy magas rangú tábornoka, tisztje a magyar titkosszolgálatok rendszerváltás előtti és utáni tevékenységének sikereiről mond el történeteket a kötetben.